# Branislav Varga
Branislav Varga (* 15. listopadu 1964) je bývalý slovenský fotbalista.

## Fotbalová kariéra
V československé lize hrál za Plastiku Nitra. V lize nastoupil ve 2 utkáních, gól nedal.

## Ligová bilance
| Ročník                                   | Zápasy | Góly | Klub           |
| ---------------------------------------- | ------ | ---- | -------------- |
| 1. československá fotbalová liga 1983/84 | 1      | 0    | Plastika Nitra |
| 1. československá fotbalová liga 1988/89 | 1      | 0    | Plastika Nitra |
| CELKEM                                   | 2      | 0    |                |